# Parabalta cristobalia
Parabalta cristobalia is een hooiwagen uit de familie Gonyleptidae.